# Eudócia Caldas
Eudócia Maria Holanda de Araújo Caldas (Ibateguara, 28 de agosto de 1964), é uma médica, policial militar e política brasileira. Filiada ao PL, é senadora da república por Alagoas desde da renúncia de Rodrigo Cunha (Podemos-AL), em dezembro de 2024.

## Biografia
Filha de Doulglas Lins de Araujo e Maria José de Holanda Araujo, é formada em Medicina, especializada em Gastroenterologia Pediátrica. É capitã aposentada da Polícia Militar de Alagoas, e serviu como assistente legislativa da Assembleia Legislativa de Alagoas por 36 anos.

### Carreira política
Sua primeira eleição foi como candidata a prefeitura de Ibateguara, em 2004, pelo extinto PL, sendo eleita com 48,67% dos votos, representando 3.172 votos. Foi reeleita em 2008, pelo PP, com 61,07%, ou, 4.605 votos.
Em 2014, concorreria ao cargo de 1ª suplente, pelo Solidariedade, na chapa de Omar Coelho (DEM). Entretanto, renunciou a disputa. Em 2018, concorreu como 1ª suplente, na chapa de Rodrigo Cunha (PSDB), pelo PSB. A chapa foi eleita em primeiro turno, com 895.738 votos, ou, 34,42%.
Em 2022, com Rodrigo Cunha concorrendo ao Governo de Alagoas, assumiu interinamente o cargo, até o retorno do mesmo, após ser derrotado por Paulo Dantas (MDB).
Com Rodrigo Cunha (Podemos) eleito para o cargo de vice-prefeito de Maceió, que estava vago após a renúncia de Ronaldo Lessa, assumiu uma cadeira no Senado Federal. Sua posse ocorreu em 29 de dezembro de 2024.